# Fudbalski Klub Mladost Apatin
O Fudbalski Klub Mladost Apatin (sérvio:Фудбалски клуб Младост Апатин) é uma equipe de futebol da cidade de Apatin, na Sérvia. Foi fundado em 1928 e suas cores são vermelho e branco.
Disputa suas partidas no Sportski Centar Rade Svilar, em Apatin, que tem capacidade para 7.000 espectadores. 
Quando o clube foi fundado, era conhecido pelo nome de Tri Zvezde (três estrelas). Em 1950, alterou seu nome para Mladost, que significa Juventude em sérvio. 
Por muito tempo o clube só competiu nas divisões regionais do Campeonato Iugoslavo de Futebol, mas com a divisão da Iugoslávia foi se tornando mais significativo no futebol sérvio, tanto que conseguiu seu primeiro grande patrocinador, Apatinska pivara (Cervejaria de Apatin), a maior cervejaria do país.
A equipe compete atualmente na segunda divisão do Campeonato Sérvio, já que na temporada 2006/07, mesmo terminando na sexta colocação, optou pelo rebaixamento por problemas financeiros.
Como nunca atingiu uma posição de destaque na divisão principal e tampouco na Copa da Sérvia (foi semifinalista em 2001, perdendo pro Estrela Vermelha), nunca disputou nenhuma competição europeia importante.

## Títulos
O clube não possui nenhum título de relevância